# Оренсе
Оре́нсе (ісп. Orense) — місто і муніципалітет на північному заході Іспанії, у складі автономної спільноти Галісія, адміністративний центр провінції Оренсе. Населення міста станом на 2009 рік становило 108 тис. мешканців або 30 % населення провінції.

## Назва
- Оре́нсе (ісп. Orense, порт. Ourense) — іспанська й португальська назви.
- Оуренсе (гал. Ourense) — галісійська назва.

## Географія
Місто розташоване на відстані близько 410 км на північний захід від Мадрида.
Через муніципалітет протікає річка Міньо.

### Клімат
Місто знаходиться у зоні, котра характеризується середземноморським кліматом. Найтепліший місяць — липень із середньою температурою 22.1 °C (71.8 °F). Найхолодніший місяць — січень, із середньою температурою 7.5 °С (45.5 °F).
| Клімат Оренсе           | Клімат Оренсе | Клімат Оренсе | Клімат Оренсе | Клімат Оренсе | Клімат Оренсе | Клімат Оренсе | Клімат Оренсе | Клімат Оренсе | Клімат Оренсе | Клімат Оренсе | Клімат Оренсе | Клімат Оренсе | Клімат Оренсе |
| Показник                | Січ.          | Лют.          | Бер.          | Квіт.         | Трав.         | Черв.         | Лип.          | Серп.         | Вер.          | Жовт.         | Лист.         | Груд.         | Рік           |
| Середній максимум, °C   | 12,1          | 14,7          | 18,1          | 19            | 22,3          | 26,7          | 29,7          | 29,9          | 26,6          | 20,9          | 15,5          | 12,7          | 20,6          |
| Середня температура, °C | 7,5           | 9,2           | 11,4          | 12,7          | 15,7          | 19,4          | 22,1          | 22            | 19,4          | 15,1          | 10,8          | 8,5           | 14,5          |
| Середній мінімум, °C    | 2,9           | 3,7           | 4,6           | 6,3           | 9,2           | 12,2          | 14,6          | 14,2          | 12,3          | 9,3           | 6,1           | 4,4           | 8,3           |
| Норма опадів, мм        | 90            | 81            | 54            | 70            | 67            | 39            | 19            | 23            | 57            | 97            | 93            | 124           | 817           |
| Днів з опадами          | 10            | 10            | 8             | 11            | 10            | 5             | 3             | 3             | 6             | 10            | 10            | 11            | 97            |
| Вологість повітря, %    | 75            | 69            | 62            | 62            | 62            | 60            | 59            | 59            | 63            | 70            | 75            | 77            | 66            |
| ----------------------- | ------------- | ------------- | ------------- | ------------- | ------------- | ------------- | ------------- | ------------- | ------------- | ------------- | ------------- | ------------- | ------------- |
| Джерело: Weatherbase    |               |               |               |               |               |               |               |               |               |               |               |               |               |

## Демографія
Динаміка населення (INE ):

## Парафії
Муніципалітет складається з таких парафій
- Аррабальдо, Бейро, Кабеса-де-Вака, Канедо, О-Кастро-де-Бейро, Себоліньйо, Кудейро, Монтеалегре, Оренсе, Пальмес, Райро, Реса, Санта-Марінья-до-Монте, Сантьяго-дас-Кальдас, Сейшальбо, Трас-до-Оспіталь, Трасальба, Унтес, Вельє, Вілар-де-Астрес, Віста-Фермоса.

## Релігія
- Центр Оренсійської діоцезії Католицької церкви.

## Уродженці
- Міріам Гальєго (* 1976) — іспанська акторка.

## Галерея

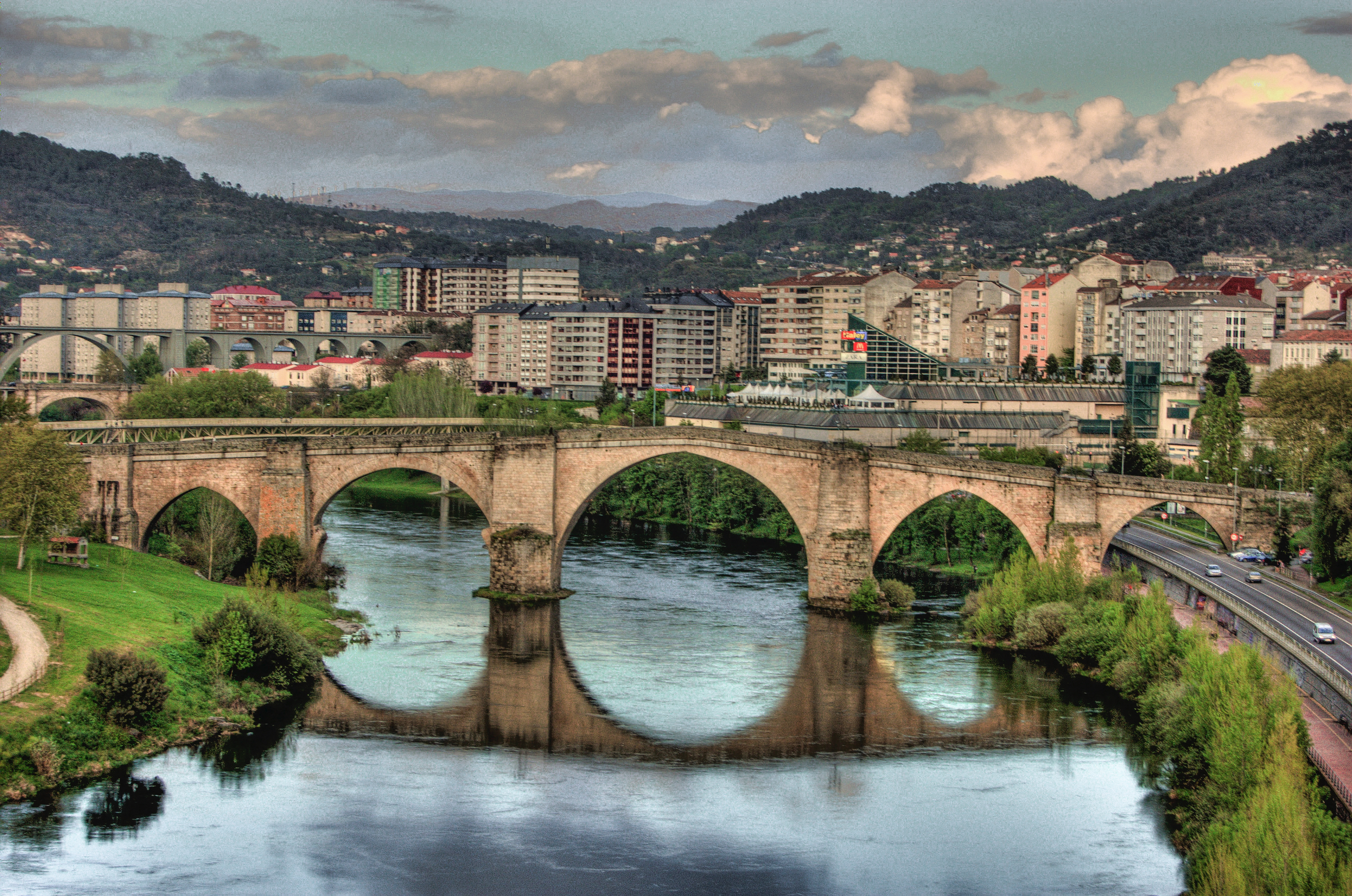
Вид на римський міст через річку Міньйо
Прапор міста
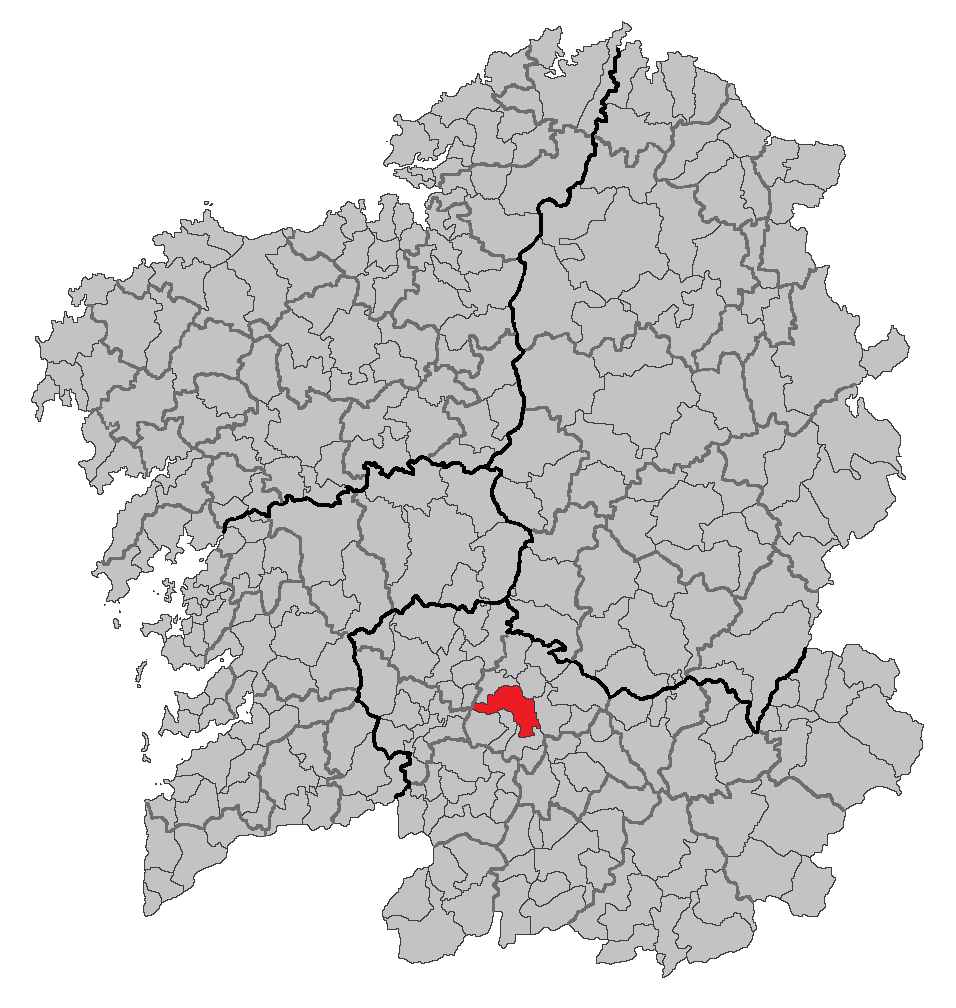
Розташування муніципалітету Оренсе в Галісії